# Saint-Vaast-la-Hougue

Saint-Vaast-la-Hougue este o comună în departamentul Manche, Franța. În 1 ianuarie 2022 avea o populație de 1.666 de locuitori.